# Andreas Troyer
Andreas Troyer (auch Ondřej Trojer, * 25. September 1648 in Kralovice; † 18. Juli 1699 in Plasy) war von 1681 bis 1699 Abt des Zisterzienserklosters Plasy. Er begann den barocken Umbau des Klosters und legte die Propstei Mariánská Týnice an.
| Personendaten    | Personendaten                       |
| ---------------- | ----------------------------------- |
| NAME             | Troyer, Andreas                     |
| ALTERNATIVNAMEN  | Trojer, Ondřej                      |
| KURZBESCHREIBUNG | Abt des Zisterzienserklosters Plasy |
| GEBURTSDATUM     | 25. September 1648                  |
| GEBURTSORT       | Kralovice                           |
| STERBEDATUM      | 18. Juli 1699                       |
| STERBEORT        | Plasy                               |